# Myslim Murrizi
Myslim Murrizi (Divjakë, 14 aprile 1968) è un avvocato e politico albanese.

## Biografia
Myslim Murrizi è nato a Divjakë il 14 aprile 1968.
Ha studiato medicina veterinaria presso l'Università Agricola di Tirana (1987–1992) e successivamente giurisprudenza all'Università di Tirana (2000–2004), ottenendo nel 2005 l'abilitazione come avvocato. Durante gli anni di studio prese parte al movimento studentesco del 1990–1992, ricoprendo il ruolo di segretario del Partito Democratico degli Studenti presso l'Istituto Agrario di Tirana.

### Carriera professionale
Dopo la caduta del regime comunista, lavorò nella polizia finanziaria e nell'amministrazione fiscale:  
- 1992–1993: capo della polizia finanziaria di Lushnjë
- 1993–1995: capo della polizia finanziaria di Berat e Lushnjë
- 1995: ispettore al Ministero delle Finanze
- 1995–1996: direttore delle imposte e della polizia tributaria a Lushnjë
- 1996–1997: vicedirettore generale dell'amministrazione fiscale albanese
- 2002–2005: funzionario alla Corte dei Conti
- 2005–2017: attività nel settore privato .[1]

### Carriera politica
Murrizi entrò in politica con il Partito Democratico d'Albania. Fu eletto deputato al Parlamento nel 1997 per Lushnje, restando in carica fino al 2001.
Nel 2017 tornò in Parlamento, questa volta per la circoscrizione di Fier, e rimase deputato fino al 2021.
Dal maggio 2019 al settembre 2021 fu Vicepresidente del Parlamento d'Albania.  
Nell’ottobre 2020 fondò la Lëvizja Demokratike Shqiptare (Movimento Democratico Albanese), presentandola come una forza politica alternativa senza ex funzionari comunisti.